# Llançà (kommun)
Llançà är en kommun i Spanien.   Den ligger i provinsen Província de Girona och regionen Katalonien, i den östra delen av landet, 600 km öster om huvudstaden Madrid. Antalet invånare är 5 105. Arean är 27,9 kvadratkilometer. Llançà gränsar till El Port de la Selva, Vilajuïga, Garriguella, Vilamaniscle, Rabós och Colera. 
Terrängen i Llançà är kuperad åt sydväst, men åt nordost är den platt.